# Горки (Банинский сельсовет)
Горки — село в Фатежском районе Курской области России. Входит в состав Банинского сельсовета.

## География
Село находится на реке Ржавец (приток Красавки в бассейне Свапы), в 107 км от российско-украинской границы, в 54 км к северо-западу от Курска, в 8 км к северу от районного центра — города Фатеж, в 2,5 км от центра сельсовета — посёлка Чермошной.
Климат
Горки, как и весь район, расположены в поясе умеренно континентального климата с тёплым летом и относительно тёплой зимой (Dfb в классификации Кёппена).
Часовой пояс
Село Горки, как и вся Курская область, находится в часовой зоне МСК (московское время). Смещение применяемого времени относительно UTC составляет +3:00.

## Население
| 2002 | 2010 |
| ---- | ---- |
| 114  | ↘75  |

## Инфраструктура
Личное подсобное хозяйство. В селе 52 дома.

## Транспорт
Горки находится в 2 км от автодороги федерального значения М2 «Крым» (Москва — Тула — Орёл — Курск — Белгород — граница с Украиной) как часть европейского маршрута E105, в 5 км от автодороги регионального значения 38К-002 (Верхний Любаж — Поныри), на автодорогe межмуниципального значения 38Н-252 (М-2 «Крым» — Сотниково), в 28 км от ближайшей ж/д станции Возы (линия Орёл — Курск).
В 176 км от аэропорта имени В. Г. Шухова (недалеко от Белгорода).